# Vauchassis
Vauchassis é uma comuna francesa na região administrativa de Grande Leste, no departamento de Aube. Estende-se por uma área de 24,17 km². Em 2010 a comuna tinha 506 habitantes (densidade: 20,9 hab./km²).